# Artiga del Pere (Bertí)
L'Artiga del Pere és un grup de camps de conreu del terme municipal de Sant Quirze Safaja, a la comarca del Moianès, en territori del poble de Bertí.
Es tracta d'uns camps de conreu procedents, com el seu nom indica, de la tala del bosc per a obrir espai al conreu, situats al nord de la masia de l'Onyó, a l'esquerra del Sot de les Taules, en el vessant septentrional del Serrat de l'Onyó.